# Félix María Zuloaga
Félix María Zuloaga Trillo (Àlamos, Sonora, 31 de març de 1803 - Ciutat de Mèxic, 11 de febrer del 1898) va ser President interí de Mèxic de l'11 de gener al 24 de desembre de 1858.
Des de molt petit va viure en Chihuahua, on es va unir a la guàrdia nacional. Es va adherir als liberals i al Pla de Ayutla. Va estar al costat d'Ignacio Comonfort, després va proclamar el Pla de Tacubaya contra la Constitució de 1857. Després de desconèixer a Comonfort, el partit conservador li va lliurar per unanimitat la presidència a Zuloaga, artífex del cop d'estat. Va ocupar el poder en un Mèxic dividit. El seu govern va haver de combatre el dels liberals que encapçalava Benito Juárez. Començava així la guerra de Reforma. En la presidència va ser gairebé una figura decorativa, perquè la destinació del país es definia en els camps de batalla, on els militars Luis G. Osollo i Miguel Miramón tenien el comandament. Els seus companys van decidir remoure'l mitjançant un pronunciament en el nadal de 1858; no obstant això, Miramón ho va reinstal·lar en el càrrec. En agraïment, Zuloaga ho va nomenar president substitut.